# Chilivani
Chilivani è una frazione del Comune di Ozieri (SS) che conta circa 300 abitanti.
Vi si trova l'ippodromo di Chilivani  che è tra le più importanti strutture ippiche d'Italia e certamente della Sardegna.

## Geografia fisica
Chilivani sorge nel Logudoro e si trova a circa 6 km da Ozieri, 8 km dal centro, e 40 km da Sassari. Vicino al paese scorre il Riu Mannu d'Ozieri, che successivamente si getta nelle acque del lago del Coghinas.

## Storia
Questo insediamento nacque durante la costruzione della linea ferroviaria Cagliari-Golfo Aranci e della sua diramazione per Sassari e Porto Torres, avvenuta nella seconda metà del XIX secolo ad opera della Compagnia Reale delle Ferrovie Sarde diretta da Benjamin Piercy.

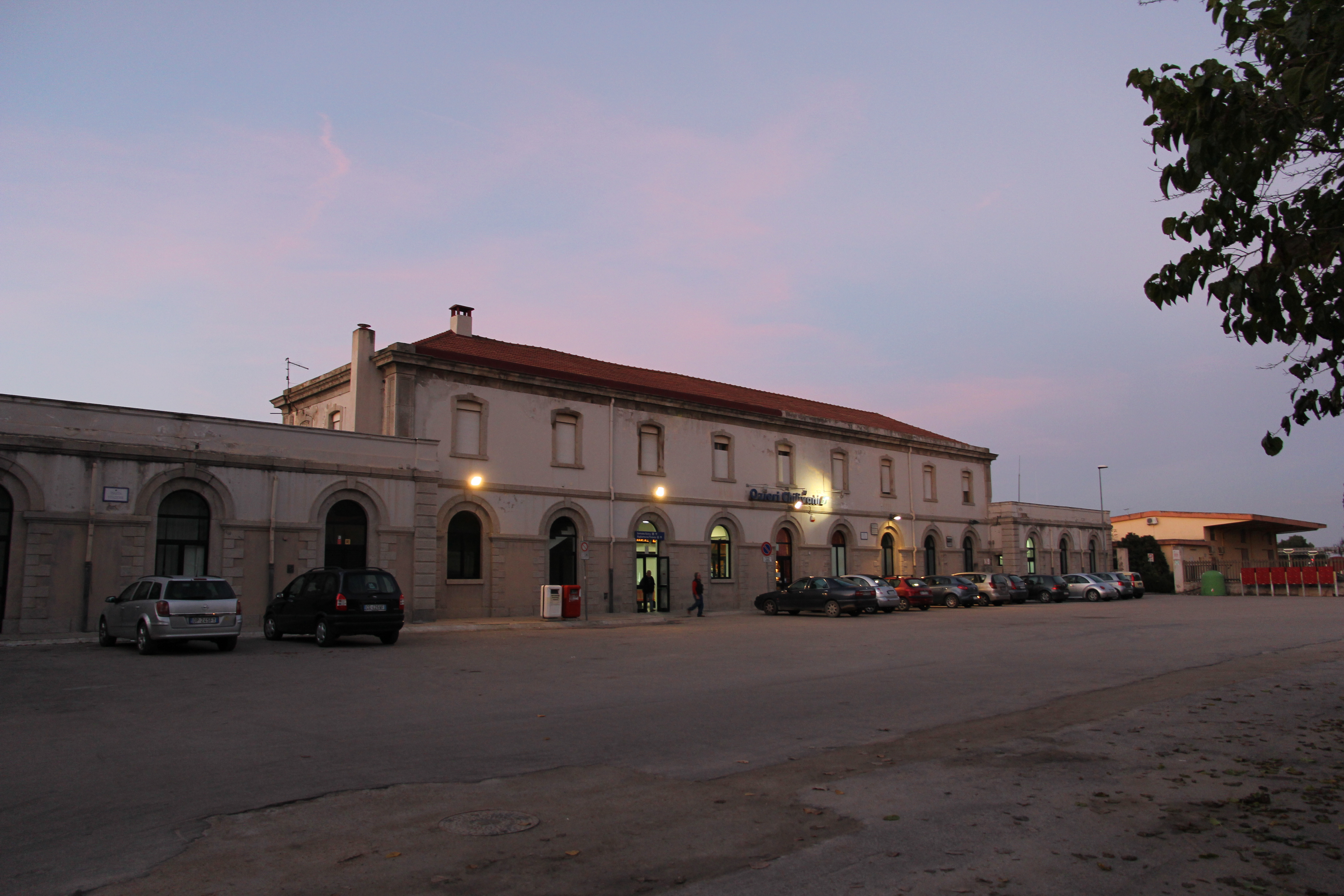
La stazione ferroviaria di Ozieri Chilivani, la cui realizzazione portò alla nascita della frazione

Le campagne a ovest di Ozieri furono infatti scelte per costruire lo scalo, denominato successivamente Chilivani, dove dalla linea principale si sarebbe diramata la linea per i due centri turritani..
Una delle teorie riguardo alla denominazione Chilivani fa risalire il nome dello scalo ferroviario e della borgata che lo circonda da quello di una principessa parsi, chiamata Kiliwani, che l'ingegner Piercy aveva conosciuto durante il suo lungo soggiorno in India, dove lavorò per la realizzazione delle ferrovie reali. La verità è che il nome di Chilivani è molto più antico: in un documento del 1643 della Mensa vescovile di Alghero è infatti citato "Su saltu de Quilivane" (cioè l'agro di Chilivani).
Con la fine della seconda guerra mondiale, il Governo (particolarmente attivo su questo tema, almeno in loco, fu il futuro presidente della repubblica Antonio Segni) decise di avviare un programma di riforma fondiaria. La Cassa del Mezzogiorno, per il tramite dell'Ente Trasformazione Fondiaria Agricola Sarda (ETFAS, sorto nel dopoguerra), nei primi anni '50 decise di favorire la creazione della cosiddetta "piccola proprietà contadina"
A Chilivani l'ETFAS intervenne nella piana, nelle zone dette: Rizzolu, Tola, Fraigas, Figos, ed altre. I poderi talvolta erano costituiti da appezzamenti non contigui, ma nemmeno troppo lontani (all'epoca ci si spostava a piedi, con l'asino o a cavallo, l'auto era per pochi fortunati). L'ETFAS si occupò anche di edificare la casa, le fasce frangivento, le strade, l'elettrificazione, il pozzo, la cisterna e alcuni fabbricati utili all'attività di ogni azienda (su ogni casa è ancora visibile la targa apposta dall'ente edificatore, ed il numero del podere). 
Nella piana gli assegnatari coltivavano soprattutto grano. Laddove il terreno si prestava meglio ad altri usi, si coltivava la vigna (famoso il vermentino in loc. Tola), e nelle cosiddette iscias (tratti di terreno fertile, spesso adiacenti a corsi d'acqua) si coltivava l'orto necessario ai bisogni familiari e al piccolo commercio.
Nel 1995 la strada statale adiacente al centro abitato fu teatro dell'omicidio di due giovani carabinieri, noto come "omicidio di Chilivani" o "omicidio di Perdesemene".

## Monumenti e luoghi d'interesse
La chiesa parrocchiale del Sacro Cuore venne edificata alla fine dell'Ottocento, a seguito della realizzazione della stazione ferroviaria e del contestuale insediamento di molte famiglie. La chiesa, a seguito del bombardamento americano del 30 maggio 1943, fu quasi completamente ricostruita nell'ultimo dopoguerra, anche riutilizzando i blocchi di pietra provenienti dall'antica chiesa di San Pantaleo (che sorgeva a circa 1 km dalla stazione, vicino al nuraghe omonimo).

## Società

### Qualità della vita
Chilivani è un nodo ferroviario fondamentale per la Sardegna. Grazie alla sua posizione strategica, è un punto di collegamento tra i principali centri dell’isola, come Sassari, Olbia e Cagliari. Questa accessibilità rende Chilivani non solo un luogo di transito, ma un crocevia che unisce territori e persone, favorendo la mobilità dei cittadini e lo scambio di risorse. Allo stesso tempo, agevola il turismo, permettendo ai visitatori di scoprire le bellezze della nostra frazione e delle aree circostanti.